# Final Destination 3
Final Destination 3 (Brasil: Premonição 3 / Portugal: O Último Destino 3) é um filme norte-americano de 2006, do gênero terror sobrenatural, dirigido por James Wong. É a terceira sequência da série Final Destination. O roteiro foi escrito por Wong e Glen Morgan, que trabalhou no primeiro filme da franquia. Final Destination 3 é protagonizado por Mary Elizabeth Winstead e Ryan Merriman, e a história se passa cinco anos depois dos eventos do primeiro filme. Winstead interpreta Wendy Christensen, uma adolescente que tem uma premonição de que uma montanha-russa, na qual estão ela e seus colegas do colégio, vai descarrilar. Embora ela consiga salvar alguns deles, a Morte começa a perseguir os sobreviventes. Wendy descobre que as fotos que ela tirou no parque de diversão contêm pistas sobre a morte de seus colegas. Ela tenta usar esse conhecimento para salvar o restante deles.
O desenvolvimento do longa-metragem começou logo após o lançamento de Final Destination 2 (2003); Jeffrey Reddick, criador da franquia e co-roteirista dos primeiros dois filmes, não retornou para o terceiro. Diferente do segundo filme, que foi uma continuação do primeiro, os produtores imaginaram Final Destination 3 como um filme individual. Richard Bryant, executivo da New Line Cinema, teve a ideia de apresentar um descarrilamento de montanha-russa como o desastre da cena de abertura. Desde o começo, Wong e Morgan viram o controle como um dos principais temas da película. A seleção do elenco começou em março de 2005 e foi concluída em abril. Assim como as duas sequências anteriores, foi filmado em Vancouver, no Canadá. As filmagens duraram três meses e as primeiras duas semanas foram dedicadas à filmagem do descarrilamento da montanha-russa.
Após sua estreia no Grauman's Chinese Theatre, em 2 de fevereiro de 2006, o filme foi lançado nos cinemas dos Estados Unidos em 10 de fevereiro de 2006. O DVD, lançado em 25 de julho de 2006, inclui comentários, documentários, uma cena deletada e um vídeo de animação. Um DVD de edição especial chamado "Thrill Ride Edition" inclui um recurso chamado "Choose Their Fate", que funciona como um filme interativo, permitindo que os espectadores tomem decisões em pontos específicos do longa-metragem que alteram o curso da história.
Final Destination 3 recebeu críticas mistas. Alguns críticos o consideraram um filme formulaico e afirmaram que ele não trouxe nenhuma novidade para a franquia, enquanto outros o elogiaram por ser divertido e atender às expectativas do público. A atuação de Winstead, bem como as cenas de morte envolvendo câmaras de bronzeamento e uma pistola de pregos, receberam comentários positivos dos críticos. Com orçamento de 25 milhões de dólares, o longa-metragem foi um sucesso financeiro ao arrecadar quase 118 milhões de dólares, tornando-se a sequência de maior bilheteria da franquia na época.

## Enredo
Uma turma de formandos do ensino médio visita um parque de diversão. Entre eles estão Wendy Christensen, seu namorado Jason Wise, sua melhor amiga Carrie Dreyer e o namorado desta, Kevin Fischer. Assim que eles embarcam na montanha-russa Devil’s Flight, Wendy tem uma premonição de que o sistema hidráulico que prende os cintos de segurança e os carrinhos do brinquedo falhará durante o passeio, matando todos a bordo. Ela entra em pânico e uma confusão começa. Várias pessoas saem do brinquedo, entre elas Kevin, as duas patricinhas e melhores amigas  Ashley Freund e Ashlyn Halperin, o ex-aluno Frankie Cheeks, o atleta Lewis Romero e o casal gótico Ian McKinley e Erin Ulmer mas infelizmente Jason e Carrie não conseguem escapar, pois a montanha russa é acionada na hora em que iam sair. Momentos depois, a montanha-russa descarrila e mata os passageiros restantes, assim como na premonição de Wendy.
Algumas semanas depois, Kevin fala com Wendy sobre a explosão do Voo 180 e as mortes posteriores dos sobreviventes, acreditando que eles podem estar vivendo uma situação semelhante. Wendy descarta essa teoria, por achar que Kevin está brincando com ela. Mais tarde, Ashley e Ashlyn morrem queimadas ao ficarem presas em câmaras de bronzeamento defeituosas. Agora, convencidos de que a Morte os está perseguindo, Wendy e Kevin decidem salvar os sobreviventes restantes a partir de pistas ocultas nas fotos que Wendy tirou na noite do acidente da montanha-russa.
Frankie morre quando um caminhão desgovernado bate em um carro atrás dele, fazendo com que o motor saia do veículo e corte a parte e trás de sua cabeça. No dia seguinte, eles tentam salvar Lewis em uma academia esportiva, mas ele não lhes leva a sério e acaba tendo a cabeça esmagada por dois pesos. Eles encontram Ian e Erin trabalhando em um depósito de construção. Quando Ian está prestes a ser empalado por estacas de madeira, Wendy o salva. Entretanto, Erin morre ao ser acertada várias vezes na cabeça por uma pistola de pregos. Wendy e Kevin são interrogados pela polícia e depois liberados. Assumindo que quem for a próxima vítima já deve estar morto, os dois decidem garantir sua própria segurança.
Wendy descobre que sua irmã Julie e uma amiga também escaparam da montanha-russa. Ela e Kevin correm para salvá-las em uma festa. Eles impedem que Julie seja empalada pelas pontas metálicas de uma colheitadeira, mas a amiga de Julie, Perry Malinowski, é empalada por um mastro momentos depois. Wendy salva Kevin da explosão de um cilindro de propano e é confrontada por Ian, que está enlouquecido, culpando-a pela morte de Erin. Instáveis canhões de fogos de artifício disparam na direção de Wendy, mas ela se abaixa e eles acertam um poste que cai sobre Ian, esmagando-o ao meio. Wendy acredita que conseguiu enganar a morte.
Cinco meses depois, a jovem experimenta mais presságios enquanto está em um metrô com sua colega de quarto Laura e seu amigo Sean. Quando está prestes a desembarcar, ela encontra Julie entrando no metrô e decide ficar. Algum tempo depois, ela nota que Kevin também está ali. Enquanto os dois conversam, o trem descarrila e todos a bordo morrem, exceto Wendy. Entretanto, ela é atingida por outro trem logo depois. Acontece que tudo isso foi outra premonição e Wendy, Kevin e Julie tentam parar o trem em vão. A tela então escurece e ouve-se um som de metal estridente, deixando seus destinos desconhecidos.

## Elenco

Montagem de capturas de tela representando o elenco principal do filme. No centro, Amanda Crew e Texas Battle, ladeados por Mary Elizabeth Winstead (esquerda) e Ryan Merriman (direita). A partir do canto superior esquerdo, em sentido horário: Kris Lemche, Alexz Johnson, Sam Easton, Maggie Ma, Gina Holden, Jesse Moss, Crystal Lowe e Chelan Simmons.

Na ordem dos créditos finais. Descrições dos personagens conforme resenha crítica publicada pelo site Screen It!.
- Mary Elizabeth Winstead — Wendy Christensen, uma jovem que se considera muito controladora e que prevê um acidente numa montanha-russa. Como não consegue persuadir todos a saírem antes do desastre acontecer, sente-se culpada e deprimida. Ao descobrir que a Morte perseguirá os sobreviventes, ela fará o que puder para tentar salvá-los e se proteger.
- Ryan Merriman — Kevin Fischer, namorado da melhor amiga de Wendy, e que se torna seu improvável aliado na luta contra a morte.
- Kris Lemche — Ian McKinley, um estudante gótico que não acredita nas terríveis advertências de Wendy e Kevin sobre seu destino.
- Alexz Johnson — Erin Ulmer, namorada de Ian, que reage da mesma forma que ele.
- Sam Easton — Frankie Cheeks, um jovem lascivo que faz constantes investidas sexuais a Ashley e Ashlyn.
- Jesse Moss — Jason Wise, o namorado de Wendy; ele não sobrevive ao acidente da montanha-russa.
- Gina Holden — Carrie Dreyer, a namorada de Kevin; ela também morre no acidente.
- Texas Battle — Lewis Romero, um atleta que acha que Wendy e Kevin surtaram e desafia agressivamente a Morte a pegá-lo.
- Chelan Simmons — Ashley Freund, uma "patricinha"  generosa que vai a uma clínica de bronzeamento artificial acompanhada da melhor amiga.
- Crystal Lowe — Ashlyn Halperin, outra "patricinha" vaidosa e debochada, que também vai ao salão de bronzeamento. Melhor amiga de Ashley.
- Amanda Crew — Julie Christensen, irmã mais nova de Wendy que se choca com ela e inicialmente não a leva a sério.
- Maggie Ma — Perry Malinowski
- Ecstasia Sanders — Amber Regan
- Patrick Gallagher — Colquitt
- Cory Monteith — Kahill
- Tony Todd — Voz do Diabo na montanha-russa

## Produção

### Desenvolvimento
Final Destination seria originalmente a última parte de uma trilogia e já estava em desenvolvimento desde o lançamento de Final Destination 2. O criador da franquia Jeffrey Reddick e um dos co-roteiristas dos dois primeiros filmes não retornaram para a terceira sequência. O diretor James Wong afirmou que, ao contrário do segundo filme, que estava intimamente ligado ao primeiro e continuava com sua história, os produtores sempre imaginaram Final Destination 3 como uma sequência autônoma com novos personagens. Ele disse: "Concordamos que o conceito de Final Destination, ou a ideia de que a Morte pode te visitar e que tu podes enganar a morte... poderia acontecer a qualquer um." Como personagens do primeiro filme não seriam usados, os produtores poderiam elaborar um novo enredo, com novos personagens que não saberiam o que estava lhes acontecendo e que reagiriam em consequência disso.
O filme recebeu o título original Cheating Death: Final Destination 3, que mudou durante o desenvolvimento. As produtoras Zide/Perry Productions, de Craig Perry e Warren Zide, e Hard Eight Pictures, de Wong e Morgan, que co-produziram Final Destination, também envolveram-se na produção de Final Destination 3 em associação com a Practical Pictures e a Manitee Pictures. Inicialmente, o longa-metragem seria filamdo em 3D, mas essa ideia foi abandonada. Morgan afirmou que isso se deu por razões financeiras e também porque ele acreditava que os efeitos do fogo e do sangue não seriam mostrados corretamente através dos filtros vermelhos dos sistemas anáglifos.
Segundo Wong, a ideia de usar um descarrilamento de montanha-russa como desastre na cena de abertura partiu do executivo da New Line Cinema Richard Bryant e, apesar das circunstâncias temporais, não foi inspirada num acidente ocorrido em 2003 no Disneyland Park, no qual ocorreu um descarrilamento na montanha-russa Big Thunder Mountain Railroad, resultando no esmagamento de um passageiro. A inspiração para os presságios da morte nas fotografias veio do longa-metragem The Omen (1976). Morgan declarou que passou vários dias percorrendo os corredores de uma loja na Sunset Boulevard em busca de inspiração para a morte de Erin na loja de materiais de construção. A perda de controle é um tema importante que ele e o diretor pretendiam abordar no filme desde o início; Wendy, que tem medo de perder o controle, e a montanha-russa exemplificam isso. Morgan comentou que os psicólogos confirmaram que uma das razões pelas quais algumas pessoas têm medo de andar de montanha-russa é porque elas não podem controlar o brinquedo nem o que acontecerá com elas.

### Seleção do elenco
Durante o processo de seleção do elenco, Wong procurou por atores capazes de interpretar os personagens principais como indivíduos heroicos com qualidades realistas. Perry reforçou essa ideia, afirmando que Wendy e Kevin deveriam ser interpretados por atores que "tivessem o carisma de estrelas de cinema, mas que não fossem tão ridiculamente extraordinários a ponto de se achar que não se poderia conhecê-los". Eles tomaram muito cuidado nas escalações para os personagens de apoio, que eram considerados tão importantes para o filme quanto os protagonistas.
Em 21 de março de 2005, Mary Elizabeth Winstead e Ryan Merriman, que aturaram em The Ring Two no mesmo ano, foram escalados para os papéis de Wendy Christensen e Kevin Fischer. Winstead, que fez teste para o segundo filme da série, ficou com o papel em razão de sua interpretação da emoção da personagem ter impressionado Wong e Morgan. Wong afirmou que originalmente imaginava Wendy como uma "loira atrevida" e teve de alterar as características da personagem após a escalação de Winstead. Wong acreditava que os atores tinham sido a melhor escolha para seus papéis. Ele sentiu que o Winstead "[trouxe] uma espécie de alma própria para seu papel como Wendy" e, apesar de sua personagem "ser profundamente afetada pelo acidente", sua força lhe permite permanecer no controle. Wong comentou que quando Merriman chegou para o teste, ele teve certeza de que o ator era "o cara certo para interpretar Kevin". Ele descreveu o personagem como "o tipo de cara com quem você quer sair, seu melhor amigo bobão, mas também alguém que pode se tornar um herói".
Em 9 de abril de 2005, Kris Lemche e Alexz Johnson foram escalados como o casal gótico Ian McKinley e Erin Ulmer. Johnson, que atuou como protagonista na série de televisão canadense Instant Star (2004-2008), fez um teste para interpretar a irmã de Wendy, Julie; esse papel mais tarde ficou com Amanda Crew, que originalmente fez o teste para interpretar Erin. Johnson declarou que ela estava usando uma jaqueta estilo roqueiro durante a segunda leitura de seu texto e estava de mau humor. Quando ela estava saindo, os cineastas a chamaram de volta e solicitando que ela lesse alguns diálogos sarcásticos de Erin em determinada cena. A atriz acredita que seu senso de humor seco, capturado pelos cineastas, ajudou-a a conseguir o papel. Quanto ao seu personagem, Lemche afirmou que Ian "compartilha alguns fatos interessantes que parecem estar bem ali na ponta dos dedos". Ele pesquisava sobre a maior parte das informações que Ian apresentava e, durante os ensaios, frequentemente perguntava a Morgan sobre as mesmas. Morgan escrevia notas a Lemche e fornecia-lhe localizadores uniformes de recursos para pesquisar as informações que o personagem compartilhava.
Jesse Moss foi escalado como o namorado de Wendy, Jason Wise. Texas Battle interpretou o atleta Lewis Romero. Chelan Simmons assumiu o papel de Ashley Freund. Sam Easton interpretou Frankie Cheeks, ex-aluno do colégio de Wendy. Gina Holden interpretou a namorada de Kevin e melhor amiga de Wendy, Carrie Dreyer. Crystal Lowe juntou-se ao elenco como a estudante Ashlyn Halperin. Tony Todd, que apareceu nos dois primeiros filmes, não voltou como o agente funerário Bludworth, mas é dele a voz na estátua do diabo na montanha-russa; além disso, ele também fez a locução do condutor do metrô. Maggie Ma e Ecstasia Sanders interpretaram as amigas de Julie, Perry Malinowski e Amber Regan, respectivamente.

### Filmagens e efeitos
Assim como seus antecessores, Final Destination 3 foi filmado em Vancouver, no Canadá. A montanha-russa Corkscrew do parque de diversões local Playland foi usada como a atração Devil's Flight vista no filme. Winstead e Merriman afirmaram que as filmagens demoraram três meses e as primeiras duas semanas foram dedicadas às sequências da montanha-russa. O restante das filmagens foi feito fora de sequência. As gravações foram realizadas em julho, mas os espectadores nas sessões de teste reagiram negativamente ao final. Isto levou à filmagem de uma nova sequência final, com um descarrilamento do trem do metrô em novembro de 2005.

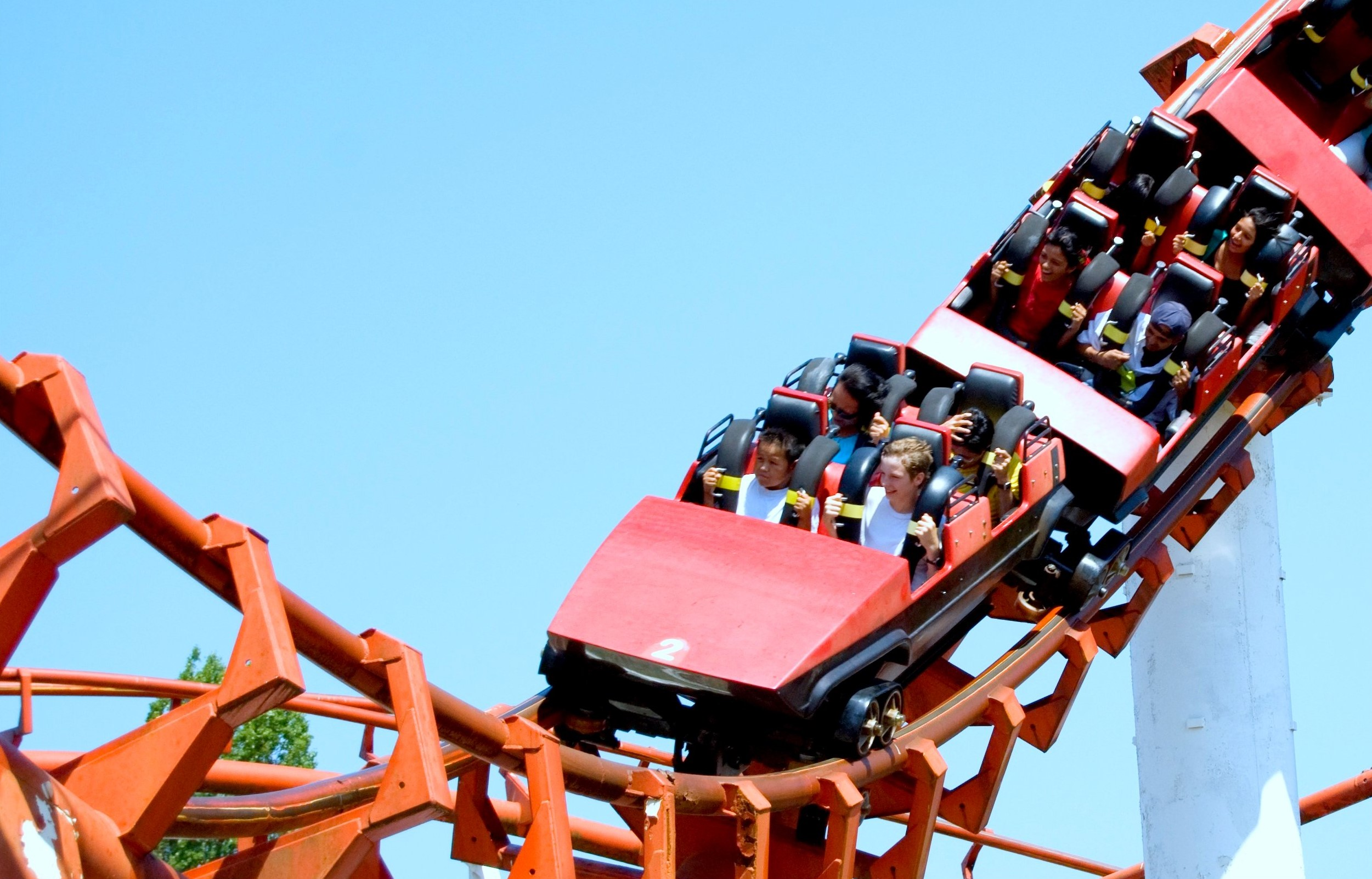
A montanha-russa Corkscrew, de Vancouver, foi usada como o brinquedo Devil's Flight visto no filme. CGI e uma variedade de ângulos de câmera fizeram-na parecer maior em tela.

 As cenas de morte exigiram graus variados de aprimoramento gráfico 2D e 3D. Para a cena da montanha-russa, foram necessárias 144 tomadas de efeitos visuais. Carrinhos de montanha-russa personalizados foram construídos e modificados para o roteiro; a maior parte do modelo foi construída à mão e os scripts MEL projetados por computador adicionaram elementos específicos. Para as cenas de colisão do brinquedo, os atores foram filmados em frente a uma tela verde, na qual um fundo em CGI foi adicionado. Vários carros da montanha-russa foram suspensos com cordas elásticas para filmar o acidente; as mortes exigiram o uso de efeitos CGI na tela e cada ator teve sua versão correspondente em CGI.
Meteor Studios produziu os acidentes da montanha-russa e do metrô, enquanto Digital Dimension lidou com as cenas de morte pós-premonição. A morte de Ian McKinley, que é esmagado por uma plataforma elevatória móvel, foi uma das mais desafiadoras. Primeiramente registrou-se uma tomada limpa da plataforma caindo e outra do ator Kris Lemche fingindo ser esmagado e caindo no chão; a metade inferior do corpo dele foi parcialmente encoberta por um traje especial de chroma key. Depois de as duas tomadas serem combinadas, Wong afirmou que "queria um impacto mais arrepiante na cena". Um corpo em CGI padrão da altura do ator foi usado; foram realizadas várias simulações em animação do corpo sendo esmagado por um objeto em CGI. O diretor escolheu a versão que mais gostou. Uma nova tomada foi registrada com Lemche imitando a animação escolhida e posicionando seu corpo no final conforme a mesma. Soho VFX criou a cena em que Ashley e Ashlyn morrem em câmaras de bronzeamento. Consistiu em cerca de 35 tomadas de elementos em CGI (pele, vidro e fogo) combinados com fogo e fumaça reais. Para o acidente de metrô no epílogo do filme usou-se um ambiente de computação gráfica reproduzindo os principais aspectos do cenário.

### Música
A música original de Final Destination 3 foi composta por Shirley Walker, responsável pela trilha musical das duas sequências anteriores da série. O engenheiro de som Bobby Fernandez criou um "medidor de gore" para mensurar a violência de cada morte e, assim, assegurar a correspondência entre a partitura e as cenas. Final Destination 3 é o único filme da franquia sem uma trilha sonora lançada comercialmente.
Um cover da música "Love Train", lançada pelo grupo The O'Jays em 1972, foi gravado especialmente para o filme pelo músico greco-americano Tommy Lee, e é usado nos créditos finais. Lee afirmou que foi ótimo colocar sua "própria versão mais sombria [da canção] no filme". Na sequência em que Ashley e Ashlyn chegam ao salão de bronzeamento, pode-se ouvir ao fundo a música "Queen of Apology", do The Sounds. No momento em que estão nas camas de bronzeamento, elas ouvem e cantam a música "Love Rollecoaster", da banda Ohio Players. Também foram usadas no longa-metragem as canções "Tribal Dance", do 2 Unlimited; "Hundred Grand" de Pete Atherton; "Turn Around, Look At Me" do The Lettermen; "Killing Time" do Hed PE; e "ACF", de Matt Ellis.

## Temas e análises
Alguns aspectos da franquia Final Destination já foram discutidos em trabalhos acadêmicos. A série foi considerada uma franquia de terror pós-moderno que, assim como a franquia Scream, refere-se à história do cinema de terror de maneira autoconsciente e recompensa os espectadores pelo conhecimento deles. Os filmes, em particular The Final Destination (2009) e Final Destination 5 (2011), foram analisados em razão de seus efeitos visuais. Além disso, a franquia tem sido criticada por ser cínica e redutiva. Como exemplo, pode-se citar a rejeição que estudioso de cinema Reynold Humphries tem pela série, considerando-a um "absurdo obscurantista cuja única 'ideia' é que a morte é um agente que tem um 'plano' para cada um de nós".
De acordo com a estudiosa de mídia Eugenie Brinkema, os filmes da série são caracterizados por se distanciarem do típico antagonista de terror e pela certeza e inevitabilidade da morte. Isso os torna inconsistentes com a maioria dos filmes de terror, que exigem a presença de um monstro. Os filmes da franquia se afastam de outros do gênero, mesmo aqueles destinado a adolescentes, nos quais falta uma narrativa familiar e não há nenhum tipo de assombração. Além disso, não há sexualidade — "nem a busca do prazer na convenção [do gênero] slasher de acesso fácil ao corpo, nem a monstruosidade da diferença sexual". Brinkema argumenta que os longas-metragens não são sobre a busca de prazer como nos típicos filmes de terror. Em vez disso, eles são sobre evitar a dor e a morte; são fundamentalmente "amargos... paranoicos e tristes" e mostram a incapacidade dos personagens de sentir prazer. Nestes filmes, a morte se torna a sua própria causa. A premonição do descarrilamento da montanha russa em Final Destination 3 não tem contexto nem causa. A luta de alguns personagens contra seu fim inevitável acaba justificando a necessidade das mortes deles, especificamente na ordem em que teriam morrido na montanha-russa. Assim, cria-se uma "Lista da Morte" ou um "Desígnio da Morte". Final Destination 3 investe seu tempo tanto nas interpretações das mortes quanto na exibição delas. A análise que Wendy faz de suas fotografias permite que ela entenda como as mortes acontecerão, mas é inevitavelmente tarde demais para salvar seus amigos. Nos filmes da franquia, afirma Brinkema, "é preciso ler [os sinais] atentamente para sobreviver (por pouco tempo), e ainda assim a leitura não muda absolutamente nada". Dessa forma, os personagens "poderiam muito bem" ter permanecido na montanha-russa.
O estudioso de cinema Ian Conrich argumenta que a série tem um ponto bastante original no que concerne às normas do terror, na medida em que a própria morte se torna o vilão. Os filmes da série refletem influências do cinema slasher, mas suas sequências de ação, incluindo o descarrilamento da montanha-russa em Final Destination 3, são próprias dos cinemas de ação e catástrofe. Segundo o autor, a franquia inaugura um novo subgênero de filmes de terror. Como as mortes são extremamente violentas e excessivas, várias delas podem acontecer de uma só vez e são inevitáveis, ele os classificou como "grand slashers" ("slashers impressionantes", em tradução livre). Conrich também enquadrou nesse subgênero os filmes das franquias Saw e Cube.
Uma característica notável dos filmes da série é a lógica de limiar ou de ponto de inflexão das mortes dos personagens. Conrich refere-se às complexas sequências de morte nesses filmes como "jogos mortais, engenhocas ou quebra-cabeças nos quais há apenas perdedores". Ele compara tais sequências às máquinas de Rube Goldberg, ao Grand Guignol e ao jogo de tabuleiro Mouse Trap. Brinkema aponta as mortes de Ashley e Ashlyn como o epítome das sequências de morte da série. As mortes das duas personagens são provocadas por uma série de gestos neutros, um conjunto de limitações que acabará levando a seus fins conflagratórios", o que inclui uma bebida posta sobre determinada superfície, uma procura descuidada por CDs e um objeto mal escolhido colocado no batente de uma porta para mantê-la fechada. A cena usa lógicas de temperatura, cor e luz para concretizar o fim das personagens e permitir que Wendy reconheça a ameaça que enfrentam. Um exemplo do "ponto de inflexão literal" em que as personagens não podem mais escapar ocorre quando um cabide é derrubado sobre as camas de bronzeamento; o objeto é soprado por uma unidade de ar condicionado que é ativada pelo calor crescente. Conrich identifica o descarrilamento da montanha-russa como um exemplo do foco da franquia na mobilidade em sequências de morte. Ele argumenta que passeios em parques temáticos e o cinema de terror são mutuamente influentes; os primeiros potencializam os aspectos assustadores do último, enquanto o último apoia-se na "teatralidade e cinética" dos primeiros.

## Lançamento
Vários meses antes do lançamento do longa-metragem, a New Line Cinema publicou um site promocional, que se conectava a outro site pelo qual os visitantes podiam baixar toques de celular e papéis de parede relacionados ao filme. Como mais um meio de promoção, um romance escrito por Christa Faust foi publicado pela editora Black Flame um mês antes do lançamento do filme. Final Destination 3 estreou em 1 de fevereiro de 2006 no Grauman's Chinese Theatre, em Hollywood. Durante a San Diego Comic-Con de 2006, Mary Elizabeth Winstead, James Wong e Ryan Merriman participaram de um painel no dia 22 de julho para promover o lançamento do DVD do filme. Eles discutiram as características de "Choose Their Fate" (um recurso interativo presente no DVD) e sobre as novas sequências que foram filmadas especialmente para a versão de formato caseiro.

### Bilheteria
Final Destination 3 estreou em 10 de fevereiro de 2006, em 2 880 cinemas nos Estados Unidos e no Canadá. Arrecadou 19 173 094 dólares em seu fim de semana de abertura, com uma média de 6 657 dólares por cinema. Ficou em segundo lugar em bilheteria doméstica, atrás da refilmagem de The Pink Panther, que estreou no mesmo dia e arrecadou 20 220 412 dólares. Final Destination 3 caiu para o quinto lugar no seu segundo fim de semana e para o sétimo no terceiro, saindo em seu quarto final de semana da lista dos dez primeiros colocados. Sua última exibição, em 135 salas, ocorreu durante seu décimo fim de semana; o filme terminou em sétimo lugar com 105 940 dólares. O longa-metragem teve um lucro total de 54 098 051 dólares nas bilheterias domésticas e 63 621 107 dólares internacionalmente, resultando num faturamento mundial de 117 719 158 dólares. 
 Na época de seu lançamento, o filme foi o mais bem sucedido financeiramente da franquia e se manteve nesse posto até ser superado por The Final Destination em 2009, o qual arrecadou um total bruto de 186 167 139 dólares.

### Mídia doméstica
O filme foi lançado em DVD em 25 de julho de 2006, nos formatos widescreen e fullscreen. As características especiais incluem um comentário em áudio, uma cena excluída, três documentários, o trailer dos cinemas e um vídeo de animação original. Wong, Morgan e o diretor de fotografia Robert Mclachlan fornecem o comentário em áudio. A cena excluída é uma versão ampliada da discussão de Wendy e Kevin depois que eles são liberados do interrogatório pela polícia. O primeiro documentário, Dead Teenager Movie, examina a história dos filmes de terror. O segundo, Kill Shot: Making Final Destination 3, centra-se na produção filme e inclui entrevistas com o elenco e a equipe. Severed Piece, o terceiro documentário, discute os efeitos especiais, pirotecnia e efeitos de gore. Um filme animado de sete minutos, It's All Around You, explica as várias maneiras pelas quais as pessoas podem morrer. Final Destination 3 foi lançado digitalmente nas plataformas de fluxo de mídia Amazon Video, Google Play e Netflix.

#### Versões alternativas
A edição especial do DVD, denominada "Thrill Ride Edition", também inclui um recurso opcional chamado "Choose Their Fate", que permite aos espectadores tomarem decisões em vários pontos do filme. A maioria fornece apenas pequenas alterações nas cenas de morte, mas a primeira escolha permite ao espectador impedir Wendy, Kevin, Jason e Carrie de embarcar na montanha-russa antes da premonição, encerrando o filme imediatamente. Mike Mulvihill, vice-presidente da New Line Home Entertainment, enfatizou que "esta é a primeira vez que isso foi feito em um DVD de um grande estúdio cinematográfico". O DVD foi comercializado com os títulos Premonição 3: Edição Especial Interativa, no Brasil, e O Último Destino 3 (Edição Especial), em Portugal. O espectador pode alterar o modo como o filme será apresentado, escolhendo entre duas opções. Com relação ao final, são estas as versões alternativas:
- Wendy, Kevin, Jason e Carrie sobrevivem: no momento em que Kevin joga a moeda, pode-se optar entre cara e coroa. Se a escolha for cara, o filme prossegue com a premonição e com as mortes originais do acidente na montanha-russa (Jason e Carrie). Se escolhido coroa, o final da premonição se encerra antes dos quatro amigos entrarem nos carrinhos. O acidente mata o restante do grupo (somente Wendy, Kevin, Jason e Carrie sobrevivem). Logo depois, é exibido em texto o destino dos quatro amigos e depois são apresentados os créditos finais.[71][72]
- Não existiu a segunda premonição: no início da cena do metrô, são exibidas duas opções: "com mapa" ou "sem mapa". Se for escolhido a segunda opção, o filme termina exatamente como na versão original. Se for escolhido a primeira, pode-se aproveitar uma cena para ler o jornal com a notícia das mortes alternativas de Kimberly e do oficial Thomas Burke, personagens de Final Destination 2. Depois disso, o longa-metragem prossegue, mas ao contrário da versão original, o filme encerra com a morte de Wendy sendo atropelada pelo trem, não tendo a segunda premonição.[72]

Captura de tela de uma cena da edição especial do DVD do filme. Neste momento, o espectador tem a possibilidade de escolher o que acontecerá com o personagem Frankie Cheeks, salvo da morte momentos antes.

No que concerne às mortes dos personagens, as sequências alternativas dessas cenas são descritas a seguir:
- Ashley e Ashlyn: antes de suas mortes, surgem duas opções na tela: "73 graus" e "76 graus". Ao se escolher a primeira, elas morrem como na versão original. Escolhendo-se a segunda, Ashlyn consegue sair da máquina e acaba desmaiando. Ao acordar, ela quase ajuda a amiga a sair, mas as duas morrem eletrocutadas. Após isso, o filme segue normalmente.[72][73][74]
- Frankie Cheeks: antes da morte dele é mostrada a pergunta: "Wendy deve buzinar de novo?". Se for escolhido "não", Frankie morre como na versão dos cinemas. Se a escolha for "sim", Kevin consegue salvá-lo. Mesmo assim, ele é levado ao hospital. Como Frankie se salva, após a cena da delegacia, ele aparece novamente sendo levado pela polícia, acusado de um crime sexual leve. É mostrada a pergunta: "Valeu a pena salvar Frankie?". Se for respondido "não", o filme prossegue normalmente. Se for respondido "sim", serão exibidas algumas cenas na câmera dele, confiscada pela polícia. Logo após a exibição, o filme prossegue. É interessante notar que Frankie pode ter sobrevivido na versão alternativa.[72][75]
- Lewis Romero: antes da cena da academia, é mostrada a pergunta: "Wendy deve olhar novamente?", referindo-se à foto relacionada a Lewis no computador. Se for respondido "não", o filme prossegue com a cena da versão original para a morte de Lewis. Se "sim", é exibido uma conversa entre Wendy e Kevin antes de entraram na academia. A morte de Lewis acontece assim que Wendy e Kevin vão falar com ele, ao contrário da versão original, na qual ocorre uma discussão antes da morte.[72]
- Erin Ulmer: no início da cena do depósito de construção, será mostrada uma pergunta sobre "tiro certeiro" ou "tiro de aviso". Se for escolhido a primeira opção, Ian consegue matar um dos pombos que aparecem no depósito e a cena progride como na versão dos cinemas. Se for escolhido a segunda opção, Ian não consegue matar nenhum pombo e desiste. A morte de Erin é a mesma da versão original, sendo que um dos pombos contribui para que o acidente aconteça.[72]
- Ian Mckinley: a morte dele ocorre no final da cena da festa, ao ser esmagado. Há a opção de escolher o lado: esquerdo ou direito. Se for escolhido esquerdo, Ian é esmagado totalmente; Wendy pega sua câmera, joga-a no chão e a chuta. Então ela, Kevin e Julie vão embora, e o filme se encerra aí. Se for escolhido o lado direito, a morte de Ian será igual à versão dos cinemas. O filme prossegue com a cena do metrô. Nesta versão, a dúvida de que se Wendy, Kevin e Julie sobreviveram, é menor por causa do desfecho do filme, onde não há a segunda premonição de Wendy.[72]

## Recepção

### Reação da crítica
Final Destination 3 recebeu críticas mistas. O Rotten Tomatoes informa que 43% dos 116 críticos deram ao filme uma crítica positiva; a classificação média é de cinco em dez. De acordo com o consenso do site, "[o filme] é mais do mesmo: sangrento e sem sentido, sem nenhuma novidade a acrescentar". o Metacritic indica que o filme recebeu "críticas mistas ou médias", baseado em 28 críticas, tendo uma classificação média de 41 em 100. O público pesquisado pelo CinemaScore deu ao filme uma nota "B+" em uma escala que vai de A+ a F.
Vários críticos descreveram a história como estereotipada em comparação com as sequências anteriores; Roger Ebert escreveu que os principais defeitos do filme eram sua previsibilidade e falta de tensão, pois deixou "claro para todos quem morreria e em qual ordem". A Variety comparou negativamente a narrativa à da segunda sequência da franquia, afirmando que faltou complexidade no terceiro filme. O The New York Times o descreveu de maneira similar, comentando que faltou a "novidade do primeiro [ou] o charme do segundo". A TV Guide referiu-se aos intervalos entre as mortes dos personagens como "maçantes", destacando esta como uma das razões pelas quais o filme não conseguiu se igualar à fórmula estabelecida nas sequências anteriores. Outras críticas foram mais positivas; o portal IGN elogiou a história - Chris Carle escreveu que a "fórmula foi aperfeiçoada em vez de desgastada" pelo terceiro filme. Kim Newman, da Empire, e Peter Bradshaw, do  The Guardian, consideram a história divertida, mas destacaram que Final Destination 3 aderiu principalmente à estrutura estabelecida pelo resto da franquia.

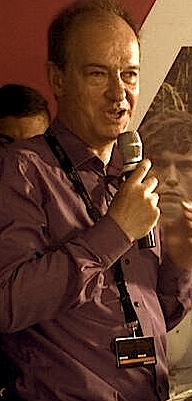
Peter Bradshaw, crítico cinematográfico do The Guardian, considerou o filme uma "comédia de terror adolescente maluca" e comentou que, apesar da previsibilidade do enredo, as cenas de morte são divertidas.

O tom do filme e as cenas morte foram recebidos positivamente pelos críticos. Escrevendo para o Reelviews, James Berardinelli destacou que Final Destination 3 incorporou mais humor em comparação com seus antecessores e disse que isso beneficiou o filme. O The Seattle Times concordou que o tom humorístico da película ajudou a elevá-la e afirmou que os fãs da franquia iriam gostar das sequências de morte. Em sua análise para o Den of Geek!, Sarah Dobbs afirmou que o tom de Final Destination 3 o torna o ponto alto da franquia. Ela elogiou o estilo do filme como uma "meditação de cores vivas e um tanto boba sobre como todos nós vamos morrer um dia [e, sendo assim], é melhor que o façamos explosivamente". As cenas da câmara de bronzeamento e da pistola de pregos foram apontadas como as melhores sequências de morte do filme e da franquia.
Em crítica publicado no site Omelete, Érico Borgo classificou o filme como bom e elogiou as cenas de morte, embora tenha enfatizado a previsibilidade da película, comparando a série e o filme a um "álbum de figurinhas em que a surpresa de cada pacotinho é uma morte estapafúrdia". Leonardo Heffer, escrevendo para o Cinema com Rapadura, afirmou que Final Destination 3 não conseguiu igualar-se com as duas primeiras partes da série e ressaltou que a cena da montanha-russa, embora vendida nos trailers e "muito bem feita", foi mal aproveitada no longa-metragem, "talvez pela velocidade, os ângulos da câmera, que infelizmente não faz com que parte das pessoas esteja realmente se sentindo no filme" e notou que na sessão na qual o assistiu o público se assustou mais com as outras mortes do que com a referida cena.
Andy Malafaya, do Cineplayers, classificou o filme com quatro estrelas de dez, ressaltando que algumas cenas de morte soam mais cômicas do que assustadoras e criticou negativamente os diálogos e a interpretação dos atores. Em revisão para o site Plano Crítico, Leonardo Campos atribuiu uma estrela de cinco ao longa-metragem, salientando que "esta terceira parte decepciona em todos os aspectos possíveis"; ele argumentou que a película investiu mal nos clichês, sustos fáceis, reciclagem da mesma história e estereotipação dos personagens, o que faz com que as sequências de morte, embora mais gráficas e chocantes que as dos primeiros filmes, não tenham "efeito catártico, pois não conseguimos estabelecer uma relação digna com [as] vítimas".
A interpretação de Winstead foi elogiada por críticos. Segundo a BBC, "... a verdadeira tragédia é que a promissora jovem atriz Mary Elizabeth Winstead deve suportar essa tortura". Berardinelli afirmou que Winstead entregou "um trabalho tão competente quanto se poderia esperar nessas terríveis circunstâncias". Felix Gonzalez Jr., do site DVD Reviews elogiou as atuações de Winstead e Merriman, destacando-as como um dos poucos aspectos positivos do filme. Da mesma forma, o Seattle Times elogiou a atriz por transmitir as emoções de Wendy. O Daily Telegraph também listou Wendy como uma das 20 melhores final girls em filmes de terror e elogiou o desempenho de Winstead por tornar Wendy uma personagem verossímil.

### Reconhecimento
Final Destination 3 foi indicado em 2006 aos Prêmios Fangoria Chainsaw de "Melhor contagem de corpos", "Linha que mata" (melhor piada curta), "Efeitos especiais doentios" (melhores efeitos especiais) e "Matança mais emocionante" (melhor cena de morte) pela cena de Frankie Cheeks. No Prêmio Saturno de 2007, foi indicado na categoria Melhor filme de terror, e "Thrill Ride Edition" recebeu indicação ao prêmio de Melhor lançamento de edição especial em DVD.